# O.S.T.R.
O.S.T.R., pseudonimo di Adam Andrzej Ostrowski (Łódź, 15 maggio 1980), è un rapper polacco.
Figura di spicco nella scena hip-hop polacca, studia violino al conservatorio di Łódź.

## Discografia
- Masz to jak w banku (2001)
- 30 minut z życia (2002)
- Tabasko (2002)
- Jazz w wolnych chwilach (2003)
- Jazzurekcja (2004)
- 7 (2006)
- Piątek 13 (feat. in song "Plastic") (2006)
- HollyŁódź (2007)
- Ja tu tylko sprzątam (2008)
- O.C.B. (2008)
- Tylko dla dorosłych (2010)
- Jazz dwa trzy (2011)
- Podróż zwana życiem (2015)
- Życie po śmierci (2016)
- W drodze po szczęście (2018)
- Instrukcja obsługi świrów (2019)
- Gniew (2020)

### Singoli
- Ile jestem w stanie dać – 8 ottobre, 2001
- Kochana Polsko – 10 giugno, 2002
- 1980 - 18 gennaio, 2008
- Jak nie Ty, to Kto? - 29 agosto 2008
- Po drodze do nieba - 9 gennaio - 2009
- Śpij spokojnie - 18 gennaio - 2010
- Abstynent - 24 gennaio - 2011

### Videoclips
- Ile jestem w stanie dać
- Kochana Polsko
- Rap po godzinach
- Początek
- Niebo (feat. Emade)
- Na raz/Ile można (feat. Tede)
- Raptowne realia (feat. Fu, Kwasu, Pablopavo, Mercedresu)
- U ciebie w mieście 2 (feat. Vienio and Pele, JWP, Pezet, Lil' Dap)
- Odzyskamy Hip-hop
- Komix
- Wiele dróg (POE)
- Nie potrafię gwizdać/Kochaj żyć (POE)
- O robieniu bitów
- Więcej decybeli by zagłuszyć (feat. Zeus)
- Z odzysku - piosenka do filmu
- Rozmowna Woda (feat. Wojtek F, Byanca)
- Brother On The Run (feat. Craig G)
- 1980
- Jak Nie Ty To Kto?